# Gare de Changis - Saint-Jean
La gare de Changis - Saint-Jean est une gare ferroviaire française de la ligne de Noisy-le-Sec à Strasbourg-Ville (dite aussi ligne de Paris à Strasbourg), située sur le territoire de la commune de Changis-sur-Marne, à proximité de Saint-Jean-les-Deux-Jumeaux, dans le département de Seine-et-Marne en région Île-de-France.
La station est mise en service le 26 août 1849 par la compagnie du chemin de fer de Paris à Strasbourg, lorsqu'elle ouvre la section de Meaux à Épernay. C'est aujourd'hui une gare de la SNCF desservie par les trains du réseau Transilien Paris-Est (ligne P).

## Situation ferroviaire

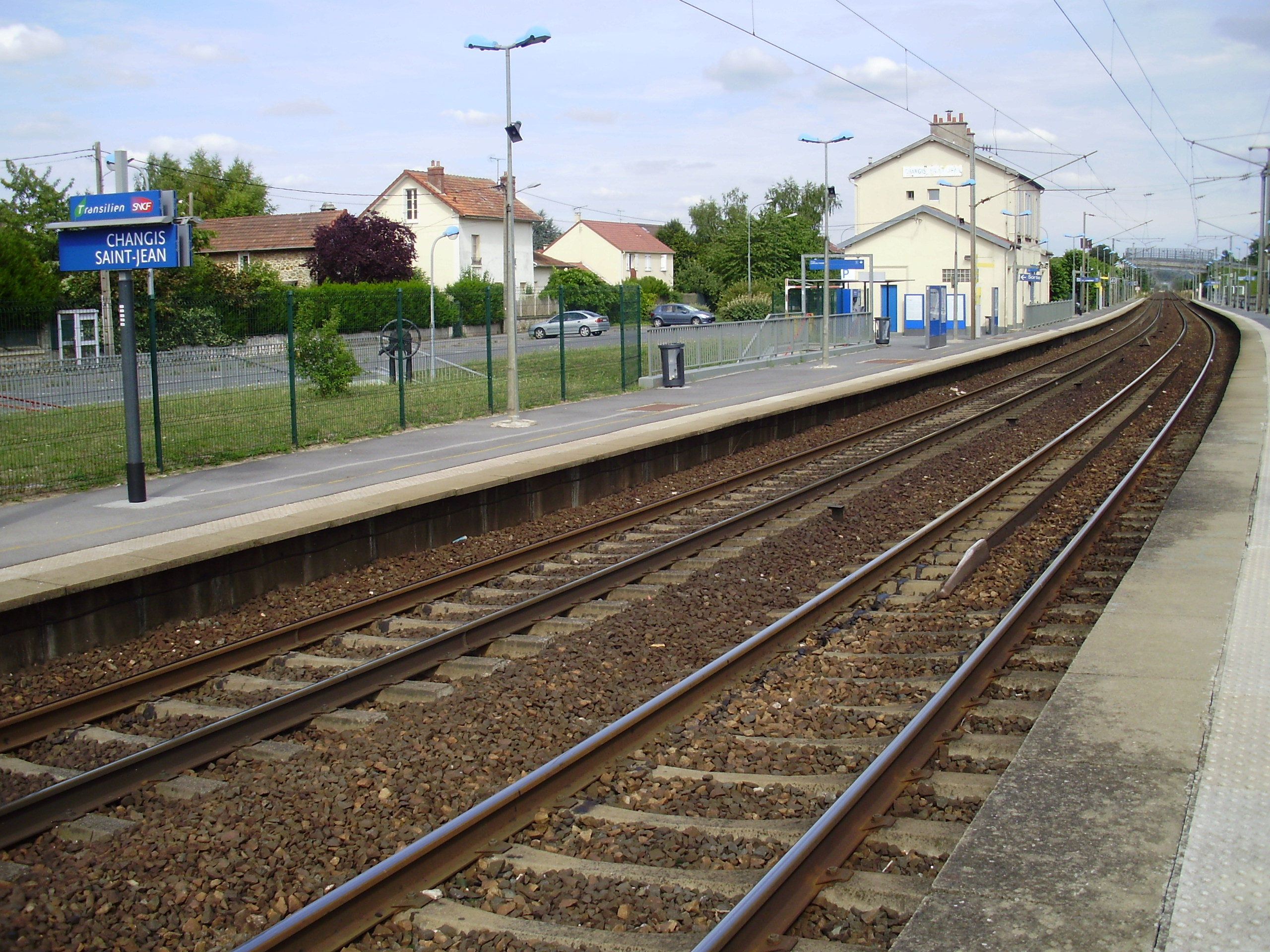
Vue générale depuis l'extrémité ouest du quai pour Paris en regardant vers Château-Thierry.

La gare de Changis - Saint-Jean, établie à 64 m d'altitude, est située au point kilométrique (PK) 57,691 de la ligne de Noisy-le-Sec à Strasbourg-Ville (dite aussi ligne de Paris à Strasbourg), entre les gares de Trilport et La Ferté-sous-Jouarre.

## Histoire
Comme prévu dans la concession de la ligne de Paris à Strasbourg, c'est l'État qui construit les infrastructures ferroviaires. Dans un souci d'économie et pour une rapidité d'exécution, il réalise pour les stations des bâtiments provisoires en bois. Après la livraison de la ligne par l'État, la compagnie du chemin de fer de Paris à Strasbourg met en service le 26 août 1849 la station provisoire de Changis lors de l'ouverture au service commercial de la section de Meaux à Épernay.
La Compagnie des chemins de fer de l'Est remplace rapidement ce bâtiment provisoire par un bâtiment voyageurs de type 7, qui est toujours utilisé par la SNCF.
En 2018, selon les estimations de la SNCF, la fréquentation annuelle de la gare est de 370 700 voyageurs (nombre arrondi à la centaine la plus proche).

## Services voyageurs

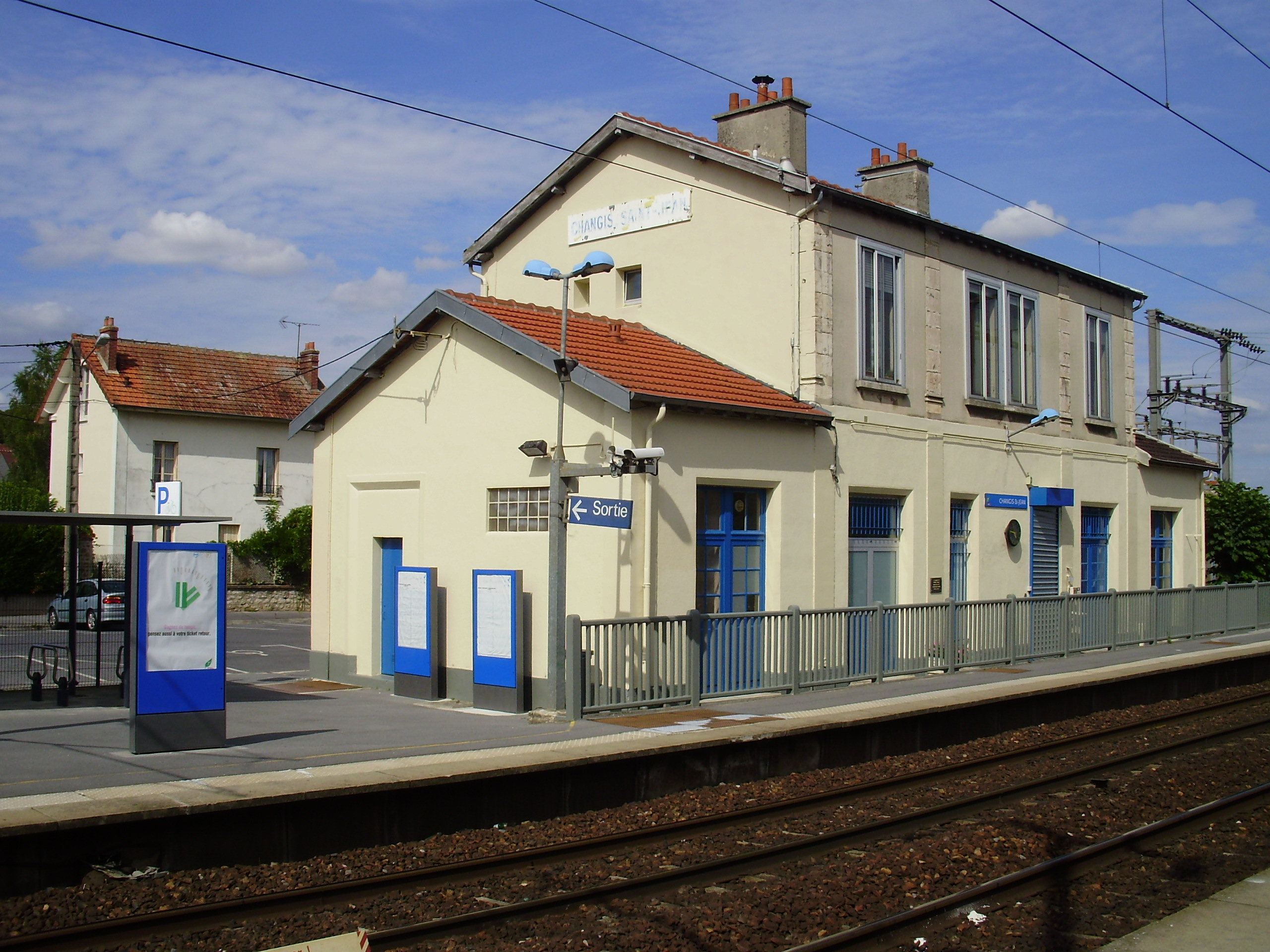
Le bâtiment voyageurs et l'entrée de la gare vue des quais.

### Accueil
Gare SNCF du réseau Transilien, elle offre des aménagements pour les personnes à mobilité réduite. Elle est équipée d'un automate pour la vente des titres de transport Transilien, tandis que le guichet est fermé.

### Desserte
La gare est desservie par les trains de la ligne P du réseau Paris-Est du Transilien, parcourant la branche de Château-Thierry.

### Intermodalité
Un parking payant (EFFIA) est aménagé à ses abords.
Par ailleurs, la gare est desservie par les lignes 35 et 56sco du réseau de bus Brie et 2 Morin.